# Judo Preneste - Giovanni Castello
La Judo Preneste - Giovanni Castello è un'associazione sportiva dilettantistica di rilievo nella storia del judo italiano.

## Storia
Nata nel 1960 come S.S. Judo Preneste e fusasi nel 1980 con la Polisportiva Giovanni Castello.
Attualmente l'associazione sportiva ospita diverse discipline sportive judo, karate, kung-fu, ginnastica artistica e aerobica sportiva, nonché arti marziali non assimilabili a discipline sportive quali aikido e tai chi chuan.
Anima del Judo Preneste (come viene colloquialmente indicata l'associazione) è il Maestro Alberto Di Francia, 8° Dan di Judo e Maestro Benemerito della Federazione Italiana Judo Lotta Karate Arti Marziali.
Al Maestro Alberto Di Francia, oltre al riconoscimento per la sua opera di educatore di generazioni di giovani, va l'indiscutibile merito di essere stato il primo allenatore di Felice Mariani, prima medaglia olimpica del judo italiano, già direttore tecnico della Nazionale italiana di judo.

## Riconoscimenti e risultati
Medaglia al merito sportivo del Comitato olimpico nazionale italiano nel 1985.
Riconoscimento come "Centro di preparazione olimpica per il judo".
Dal Judo Preneste sono usciti numerosi atleti di livello nazionale ed internazionale, impossibile quantificare il gran numero di podi ottenuti da atleti della società in competizioni di alto livello. Basti ricordare solo i 15 titoli nazionali e gli altrettanti secondi e terzi posti in campionati italiani.

## Atleti di rilievo
- Felice Mariani, più volte medagliato in competizioni per i titoli nazionali ed internazionali, medaglia di bronzo ai Giochi di Montréal 1976 nella categoria 63 kg, la prima medaglia olimpica del judo italiano; come direttore tecnico della Nazionale italiana di judo è stato artefice della conquista da parte di Giulia Quintavalle della conquista della prima medaglia d'oro olimpica femminile.
- Anna Calvesi, medaglia di bronzo al primo Campionato europeo femminile di Genova nel 1976 e Campionessa italiana.
- Silvio di Francia, vincitore di numerosi Campionati italiani.
- Alessandra Di Francia, vincitrice di numerosi Campionati italiani e di molte medaglie internazionali.
- Nicola Ripandelli, più volte medagliato ai campionati italiani ed internazionali, ha accumulato titoli italiani, europei e mondiali nei Kata, forse uno dei più grandi specialisti di Katame-no-kata[senza fonte]. Il 15 maggio 2022 è medaglia d'oro allo European Judo Championships Kata 2022 a Rijeka (Croazia), in coppia con Ubaldo Volpi, nella categoria Kodokan goshin jutsu.

Atleti che hanno militato nella Nazionale italiana o che hanno fatto podio agli italiani di judo: Lorenzo Sedona, Dario Martinelli, Umberto Cognetti, Mauro Licoccia, Roberta Di Francia, Mauro D'Angelo, Bruno D'Angelo, Danilo Cipollone, Valeria Cane', Nicola Galante, Luna Coppola, Valerio Menale, Francesca Ripandelli, Massimo Sabatini, Paolo Martinenzi, Andrea Pastorelli, Adriano Maiolino, Antonio Tintori, Figuretti Giada, Claudio Pepoli.
Tra gli atleti, Gabriele Sammartino, cresciuto nel judo dal Maestro Nicola Ripandelli e dalla Maestra Alessandra Di Francia, ha conseguito la medaglia d'oro al Campionato Italiano Juniores 2022, categoria 90kg.